# Simon Makienok
Simon Makienok Christoffersen (Næstved, Dinamarca, 21 de noviembre de 1990) es un futbolista danés que juega como delantero en el Hvidovre IF de la Superliga de Dinamarca.

## Biografía
Fue a fuerzas básicas de varios equipos que incluyen a FC København los cuales no lo aceptaban, por tener una relativa torpeza con los demás jugadores.
Llegó a Køge BK, (después de un breve paso por Herfolge BK) un pequeño equipo de segunda división danesa, que le dieron la oportunidad, y a los 17 años empezó a jugar de titular en el equipo B, por lo que fue llamado a la selección sub-17 de Dinamarca.
Fue el goleador del equipo titular al conseguir el ascenso a Primera División en 2011.
En ese mismo año fue contratado por el club Brøndby IF donde desde ese año ha jugado 72 partidos y ha marcado 33 goles.
En septiembre de 2014 fue contratado por el US Palermo y usa el dorsal número 11. Donde claramente, destaca su rendimiento; ya que cumple con gol o asistencia todos los partidos.
Otro punto a destacar, es que formó una dupla con su mejor amigo y compañero de concrentamiento Adeola Lanre Runsewe, que por motivos económicos, se tuvo que ir a otro equipo del mismo país donde cobraría un poco más y así ayudaría a su familia a salir de la mala situación económica que vivían. Simon, estuvos varios días deprimidos y sin poder dormir, tras la ausencia de su querido amigo. Pero para su suerte, llegó, un crack que le iba a cambiar su actitud y sus ganas de seguir jugando a este gran deporte. Esta nueva incorporación, se llamaba Quincy Antipas (le gusta la guerra), quien a través de sus desbordes en la cancha, logró sacarles varias sonrisas a la Torre y a la mismisma hinchada del Brondy. Esto ayudó bastante a la madurez de Simón y lo hizo crecer como jugador, tanto así, que hoy en día se encuentra en el Palermo, pero actualmente cedido al Charlton Athletic.

## Selección nacional
Ha sido internacional con la selección de Dinamarca en categorías inferiores y con la absoluta, con la que ha jugado 6 partidos.

## Clubes
| Club                             | País         | Año       |
| -------------------------------- | ------------ | --------- |
| Køge BK                          | Dinamarca    | 2009-2012 |
| Brøndby IF                       | Dinamarca    | 2012-2014 |
| U. S. Palermo                    | Italia       | 2014-2017 |
| Charlton Athletic F. C. (cedido) | Inglaterra   | 2015-2016 |
| Preston North End F. C. (cedido) | Inglaterra   | 2016-2017 |
| F. C. Utrecht                    | Países Bajos | 2017-2020 |
| Dinamo Dresde                    | Alemania     | 2020      |
| F. C. St. Pauli                  | Alemania     | 2020-2022 |
| AC Horsens                       | Dinamarca    | 2022-2023 |
| Hvidovre IF                      | Dinamarca    | 2023-     |